# 29561 Iatteri
29561 Iatteri (1998 DU10) là một tiểu hành tinh vành đai chính.